# Louis Ferdinand Prinz von Preußen (1944–1977)

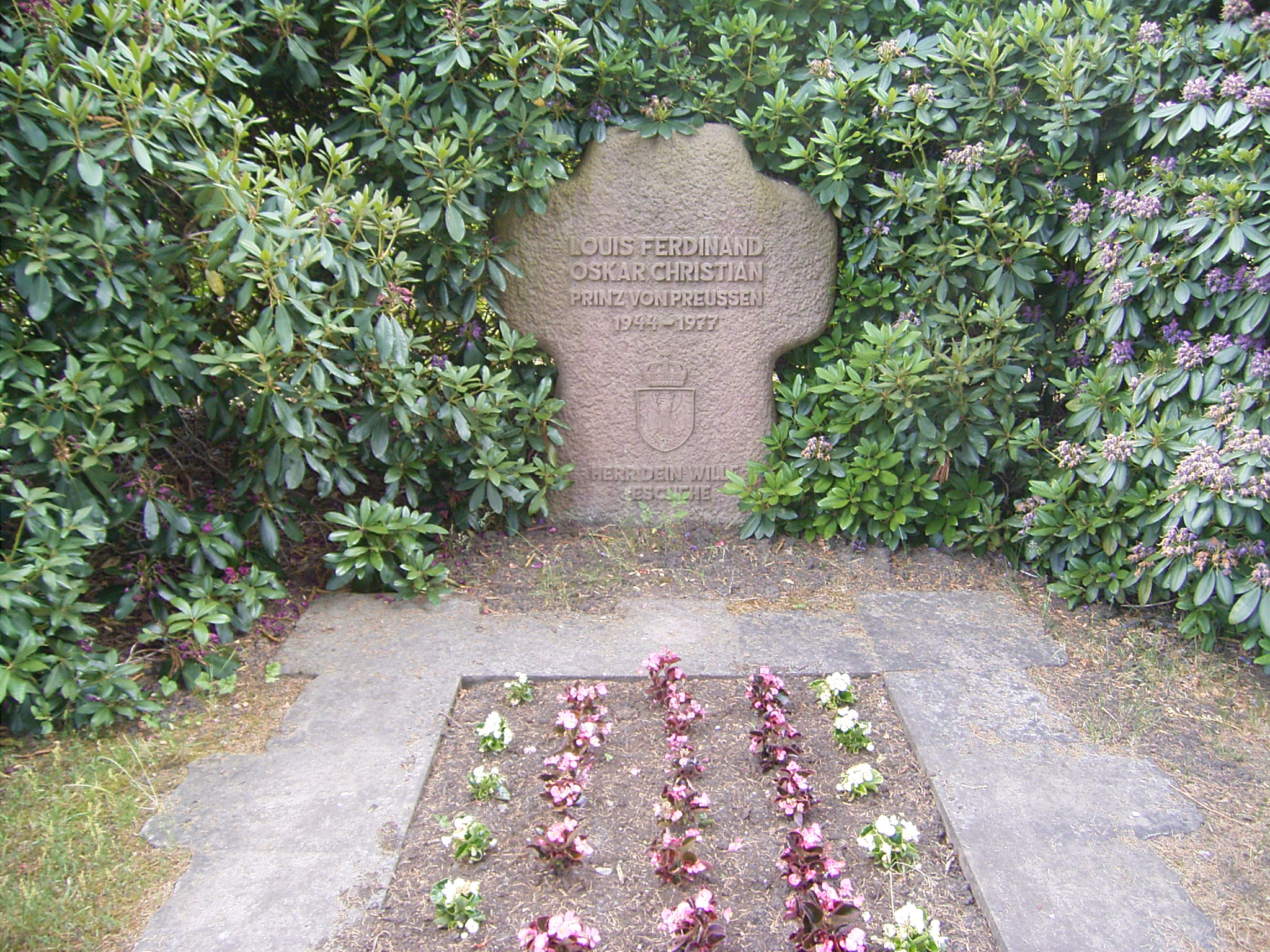
Grab von Louis Ferdinand

Louis Ferdinand Oskar Christian Prinz von Preußen (* 25. August 1944 in Golzow, Kreis Soldin; † 11. Juli 1977 in Bremen; zur Unterscheidung von seinem gleichnamigen Vater Louis Ferdinand jr. genannt) aus dem Haus Hohenzollern war ein Urenkel des letzten Deutschen Kaisers Wilhelm II.

## Leben
Louis Ferdinand jr. (familienintern „Lulu“ gerufen) war das fünfte von sieben Kindern von Louis Ferdinand von Preußen und dessen Gemahlin Kira, ehemalige Großfürstin von Russland. Er wurde auf Gut Schildberg geboren, wohin die Familie kurz zuvor vom ostpreußischen Gut Cadinen gezogen war. Die Familie zog 1947 nach Bremen und wohnte seit 1950 auf dem Wümmehof im Bremer Stadtteil Borgfeld.
Ab April 1967, mit 22 Jahren, leistete Louis Ferdinand jr. in der Bundeswehr den damals 18 Monate währenden Grundwehrdienst. Er diente als Freiwilliger, nachdem man ihn bis dahin nicht eingezogen hatte. Später, mit 28 Jahren, begann Louis Ferdinand jr. eine Bankkaufmannslehre beim Bankhaus Warburg. Außerdem besuchte er Abendkurse, um das Abitur nachzuholen. Mit dessen Erlangung bestand für ihn die Möglichkeit, bei der Bundeswehr in die Reserveoffizierslaufbahn einzutreten. Während einer der dazu obligaten jährlichen Wehrübungen kam es am 15. Mai 1977 in Schwanewede beim Panzerspähzug 320 (als Teil der Panzergrenadierbrigade 32) zu einem Manöverunfall: Louis Ferdinand jr. geriet beim Verladen eines Mannschaftswagens zwischen zwei gepanzerte Fahrzeuge. Zur Behandlung der schweren Verletzungen wurde er in das Diakonissen-Krankenhaus Bremen-Gröpelingen gebracht. Zunächst amputierte man ihm das linke Bein, doch starb Louis Ferdinand jr. zwei Monaten nach dem Unglück an inneren Unterleibsverletzungen, deren Ausmaß anfangs unterschätzt worden war. Noch vor seinem Tode war der Fähnrich der Reserve, außer der Reihe, zum Leutnant befördert worden, fünf Monate vor dem regulär anstehenden Termin.
Louis Ferdinand jr. war seit 1975 mit Donata Gräfin zu Castell-Rüdenhausen (1950–2015) verheiratet, eine Tochter von Siegfried Fürst zu Castell-Rüdenhausen. Die Hochzeit galt als Medienereignis des Jahres. Der Verbindung entstammen sein Sohn Georg Friedrich (* 1976) und seine erst nach seinem Unfalltod geborene Tochter Cornelie-Cecilie (* 1978). Seine Witwe wurde 1991 die Frau von Friedrich August Herzog von Oldenburg (1936–2017), der von 1965 bis 1989 mit Louis Ferdinands Schwester Marie-Cécile von Preußen (* 1942) verehelicht gewesen war.
Nach seiner Hochzeit 1975 hatte der Vater Louis Ferdinand jr. zum künftigen Chef des Hauses Hohenzollern bestimmt. Seine beiden älteren Brüder waren laut Hausgesetz nicht standesgemäß verheiratet und kamen darum für diese Position nicht mehr infrage. Aufgrund seines frühen Todes wurde schließlich der eigene Sohn Georg Friedrich 1994 zum Oberhaupt des Hauses.
Die Familie lebte in Fischerhude bei Bremen. Dort befindet sich auch die Grabstelle von Louis Ferdinand Prinz von Preußen. Nach ihm ist eine 1963 gegründete Reservistenkameradschaft benannt.

## Vorfahren
| Ahnentafel Louis Ferdinand von Preußen  | Ahnentafel Louis Ferdinand von Preußen                                                                            | Ahnentafel Louis Ferdinand von Preußen                                                                            | Ahnentafel Louis Ferdinand von Preußen                                                                                    | Ahnentafel Louis Ferdinand von Preußen                                                                                    | Ahnentafel Louis Ferdinand von Preußen                                                                                          | Ahnentafel Louis Ferdinand von Preußen                                                                                          | Ahnentafel Louis Ferdinand von Preußen                                                                                          | Ahnentafel Louis Ferdinand von Preußen                                                                                          |
| --------------------------------------- | --- | --- | --- | --- | --- | --- | --- | --- |
| Urgroßeltern                            | Kaiser Wilhelm II. (1859–1941) ⚭ 1881 Auguste Viktoria von Schleswig-Holstein-Sonderburg-Augustenburg (1858–1921) | Kaiser Wilhelm II. (1859–1941) ⚭ 1881 Auguste Viktoria von Schleswig-Holstein-Sonderburg-Augustenburg (1858–1921) | Großherzog Friedrich Franz III. von Mecklenburg (1851–1897) ⚭ 1879 Großfürstin Anastasia Michailowna Romanowa (1860–1922) | Großherzog Friedrich Franz III. von Mecklenburg (1851–1897) ⚭ 1879 Großfürstin Anastasia Michailowna Romanowa (1860–1922) | Großfürst Wladimir Alexandrowitsch Romanow (1847–1909) ⚭ 1874 Herzogin Marie zu Mecklenburg (1854–1920)                         | Großfürst Wladimir Alexandrowitsch Romanow (1847–1909) ⚭ 1874 Herzogin Marie zu Mecklenburg (1854–1920)                         | Herzog Alfred von Sachsen-Coburg und Gotha (1844–1900) ⚭ 1874 Großfürstin Marija Alexandrowna Romanowa (1853–1920)              | Herzog Alfred von Sachsen-Coburg und Gotha (1844–1900) ⚭ 1874 Großfürstin Marija Alexandrowna Romanowa (1853–1920)              |
| Großeltern                              | Kronprinz Wilhelm von Preußen (1882–1951) ⚭ 1905 Herzogin Cecilie zu Mecklenburg (1886–1954)                      | Kronprinz Wilhelm von Preußen (1882–1951) ⚭ 1905 Herzogin Cecilie zu Mecklenburg (1886–1954)                      | Kronprinz Wilhelm von Preußen (1882–1951) ⚭ 1905 Herzogin Cecilie zu Mecklenburg (1886–1954)                              | Kronprinz Wilhelm von Preußen (1882–1951) ⚭ 1905 Herzogin Cecilie zu Mecklenburg (1886–1954)                              | Großfürst Kyrill Wladimirowitsch Romanow (1876–1938) ⚭ 1905 Prinzessin Victoria Melita von Sachsen-Coburg und Gotha (1876–1936) | Großfürst Kyrill Wladimirowitsch Romanow (1876–1938) ⚭ 1905 Prinzessin Victoria Melita von Sachsen-Coburg und Gotha (1876–1936) | Großfürst Kyrill Wladimirowitsch Romanow (1876–1938) ⚭ 1905 Prinzessin Victoria Melita von Sachsen-Coburg und Gotha (1876–1936) | Großfürst Kyrill Wladimirowitsch Romanow (1876–1938) ⚭ 1905 Prinzessin Victoria Melita von Sachsen-Coburg und Gotha (1876–1936) |
| Eltern                                  | Louis Ferdinand Prinz von Preußen (1907–1994) ⚭ 1938 Kira Kirillowna Romanowa (1909–1967)                         | Louis Ferdinand Prinz von Preußen (1907–1994) ⚭ 1938 Kira Kirillowna Romanowa (1909–1967)                         | Louis Ferdinand Prinz von Preußen (1907–1994) ⚭ 1938 Kira Kirillowna Romanowa (1909–1967)                                 | Louis Ferdinand Prinz von Preußen (1907–1994) ⚭ 1938 Kira Kirillowna Romanowa (1909–1967)                                 | Louis Ferdinand Prinz von Preußen (1907–1994) ⚭ 1938 Kira Kirillowna Romanowa (1909–1967)                                       | Louis Ferdinand Prinz von Preußen (1907–1994) ⚭ 1938 Kira Kirillowna Romanowa (1909–1967)                                       | Louis Ferdinand Prinz von Preußen (1907–1994) ⚭ 1938 Kira Kirillowna Romanowa (1909–1967)                                       | Louis Ferdinand Prinz von Preußen (1907–1994) ⚭ 1938 Kira Kirillowna Romanowa (1909–1967)                                       |
| Louis Ferdinand von Preußen (1944–1977) | | | | | | | | |